# 噶瑪噶居寺

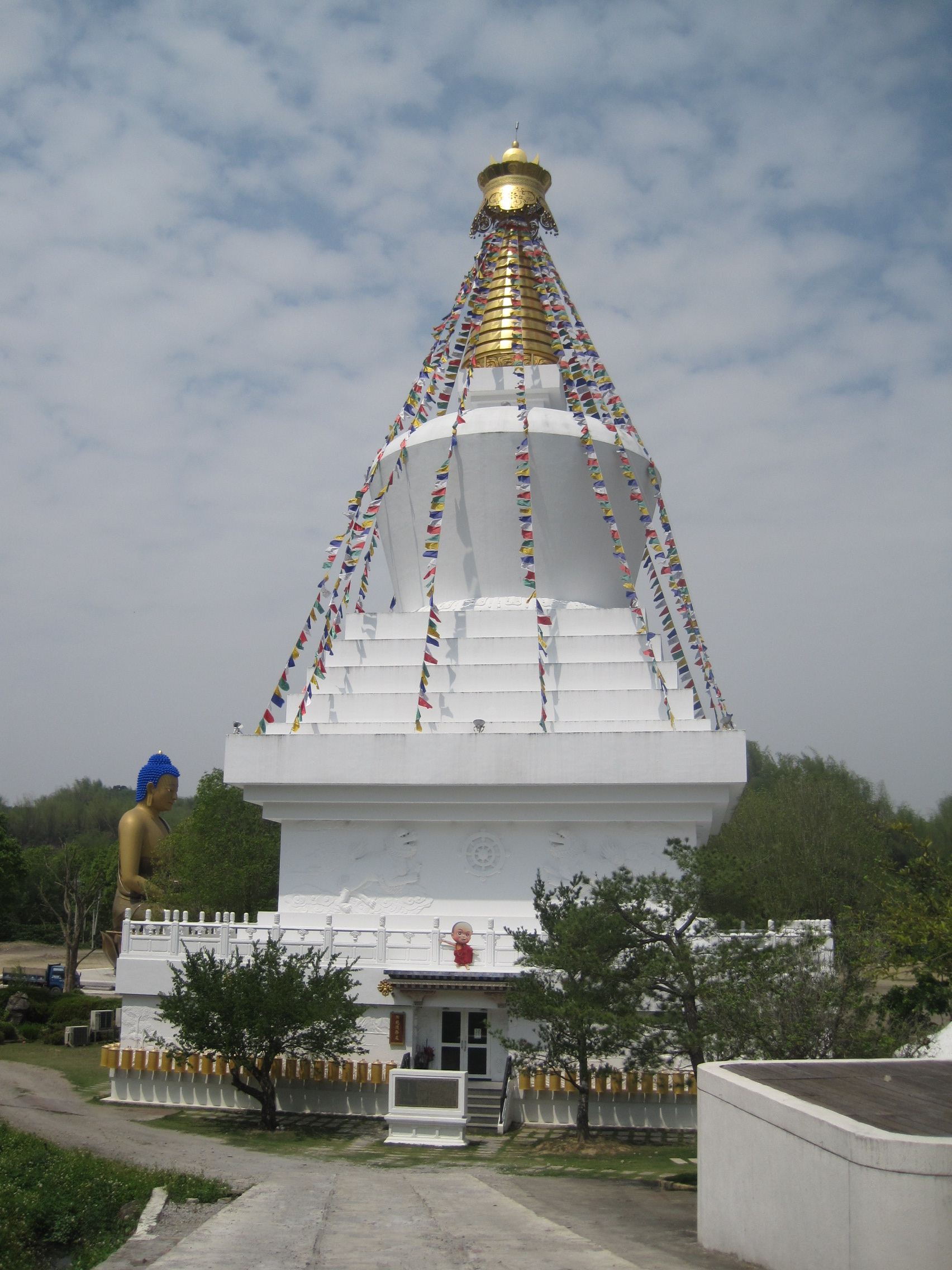
舍利塔

噶瑪噶居寺位於臺灣臺南市左鎮區，為藏傳佛教噶瑪噶舉派的佛寺，是該宗派在臺灣的首座叢林寺院。寺主洛本天津仁波切據說為首位臺灣出生的祖古（俗稱活佛），以「藏密中土化」為理念。該寺為中國佛教會成員之一，設有臺灣噶瑪噶居協進會、臺北祖菩道場、高雄那洛巴道場、蔣揚慈善基金會、噶瑪噶居戒癮協進會、街友之家等組織。

## 沿革
藏傳佛教傳入臺灣的過程在1980年代開始進入後弘期，噶舉派創古仁波切來臺傳教。而當時噶舉派在臺並未有具規模的叢林寺院，遂於1985年夏瑪巴仁波切來臺後，開始籌建噶瑪噶居寺。1986年6月，先是在玉南公路（台20線）往山豹入口處購地，該年11月至次年6月先搭建鐵皮屋當作大殿。1988年12月，創古仁波切替當時尚未被認證為活佛的洛本仁波切剃度，時稱「道本法師」。而後在1989年動工興建文殊院，次年落成並興建舍利塔。
1991年夏瑪巴仁波切（米龐確吉羅佐）認證道本法師為轉世活佛，於該年9月30日於錫金隆德寺舉行坐床大典，賜法號「第三世噶瑪札巴拉傑巴爾桑波仁波切」，次年2月1日夏瑪巴仁波切代表大寶法王（噶瑪巴）到噶瑪噶居寺舉行第二次坐床大典。
2003年11月如來殿落成後，舉行開元落成慶典，噶瑪噶居寺正式對外弘開山門。

## 外部連結
- 噶瑪噶居寺（页面存档备份，存于）